# ホセ・マリア・ベラウステ
ホセ・マリア・デ・ベラウステギゴイティア・ランダルセ（José María de Belausteguigoitia Landaluce、1889年9月3日 - 1964年9月4日）は、スペイン・バスク州ビルバオ出身の元サッカー選手。ポジションはMF。

## 経歴
1920年8月28日、アントワープオリンピックのデンマーク代表との試合に出場し、スペイン代表デビューを飾った。この試合は、スペイン代表の記念すべき1試合目の国際Aマッチである。同大会では、第2戦目のスイス代表戦にてゴールを挙げて、銀メダル獲得に貢献した。
現役引退後、スペイン内戦が勃発すると、戦火を逃れるためにメキシコのメキシコシティへと移住し、1964年9月4日に肺癌によって死去した。

## 代表歴
出場大会
- スペイン代表

1920年 - アントワープオリンピック（銀メダル）

## タイトル

### クラブ
アスレティック・ビルバオ
- コパ・デル・レイ : 6回 (1910, 1911, 1914, 1915, 1916, 1921)
- ビスカヤ選手権 : 5回 (1913-14, 1914-15, 1915-16, 1919-20, 1920-21)